# Карате у Србији
Први карате клуб у Југославији основан је 28. априла 1963. године, у Београду, при Универзитетском џудо подсавезу. На оснивачкој скупштини клуба за тренера је изабран Ђорђе Ђуричић, тада још ученик каратеа а клуб је добио назив Универзитетски карате клуб.
Наредне године конституисано је још неколико клубова (Медицинар и Партизан) а 1966. године формирана је карате комисија при Џудо савезу Југославије. Карате одбор Југославије је настао из претходне Комисије 1967. године при Савезу за џудо и сродне спортове, обједињујући организације републичког ранга.

## Оснивање савеза
Карате савез Југославије основан је 1. марта 1970. године, као добровољно удружена организација Карате савеза и Карате одбора свих република и покрајина (за САП Косово је био само делегат).
Први председник и савезни капитен је био др. Владимир Јорга а први селектор (у периоду од 1968. до 1980. године) је био др. Илија Јорга. У том периоду освојено је 65 медаља на међународним такмичењима, као и 12 европски и светских шампионских титула.

## Прва такмичења
Први шампионат Србије одржан је 1966. године, док је први шампионат Југославије одржан 1968. године.
Први шампионат Србије одржан је у сали Карате клуба Партизан на стадиону ЈНА у Београду 1966 год.